# Cessna 310
Cessna 310 là một loại máy bay hai động cơ, 6 chỗ do Cessna sản xuất giai đoạn 1954-1980. Đây là loại máy bay 2 động cơ đầu tiên Cessna chế tạo sau Chiến tranh thế giới II.

## Biến thể

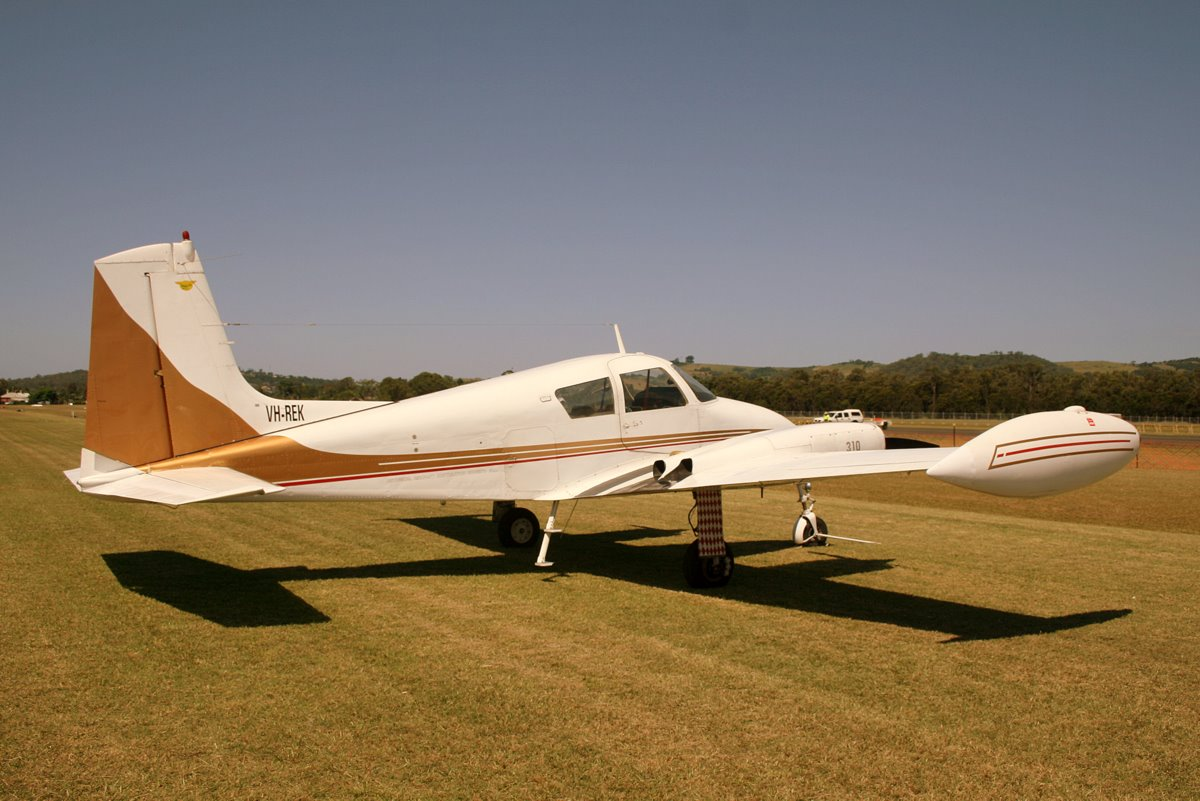
Cessna 310B kiểu 1957

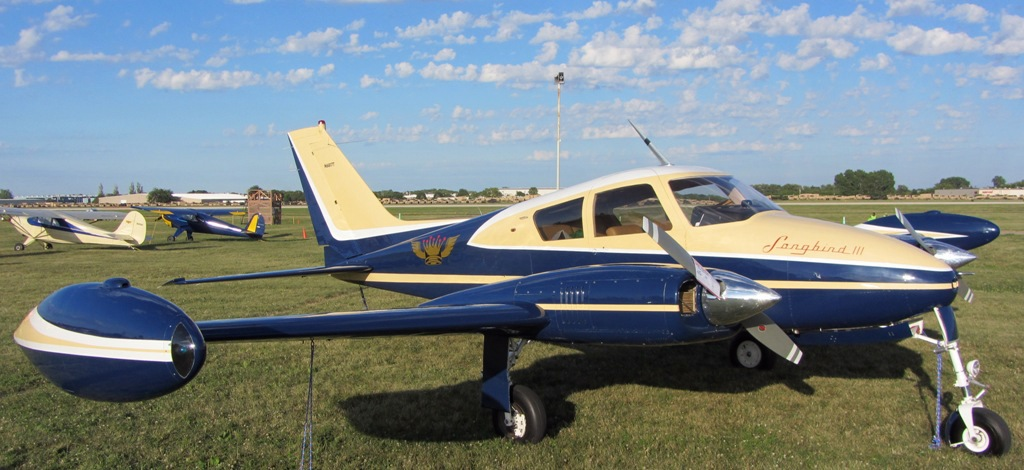
Cessna 310D

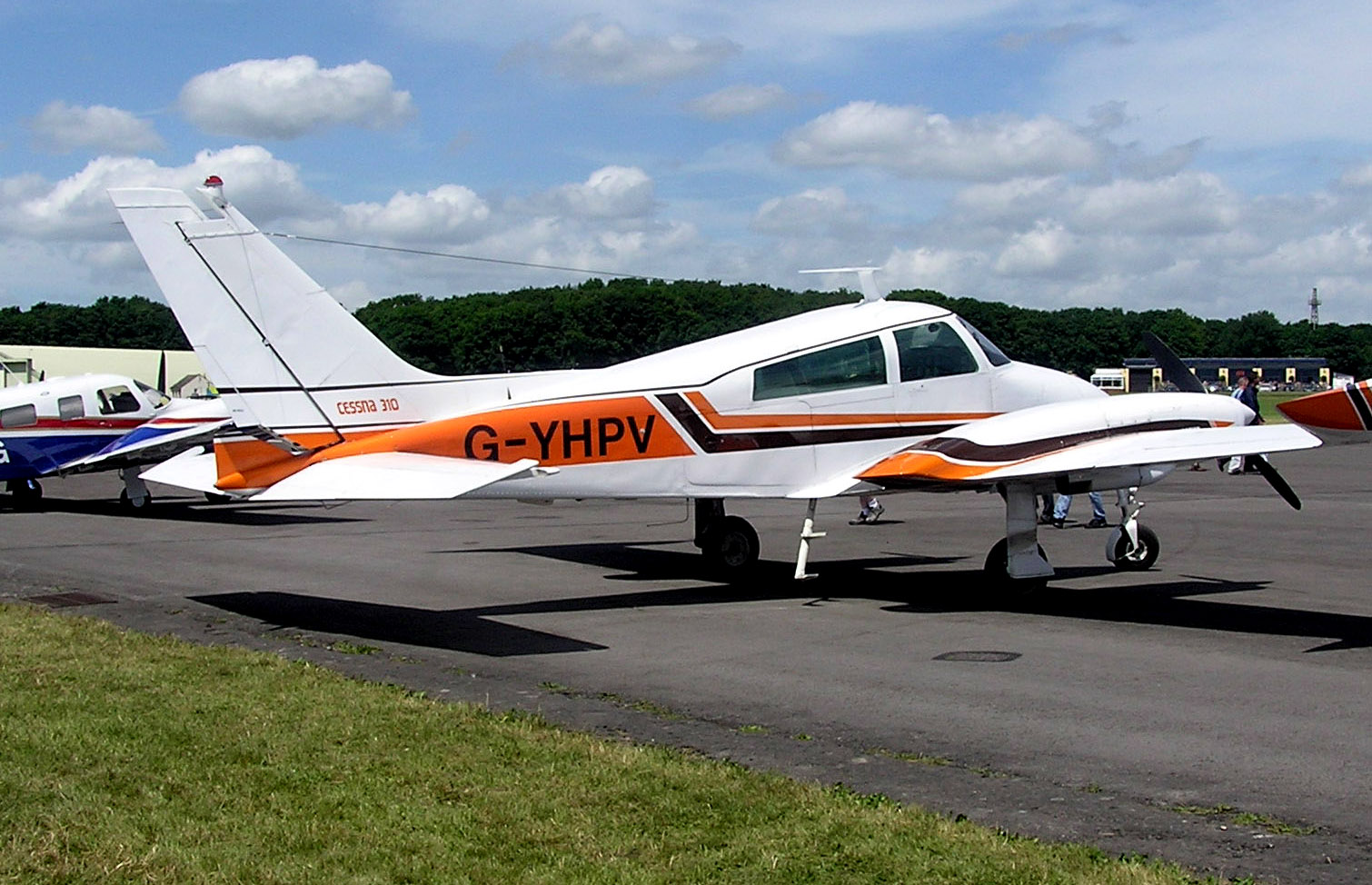
Cessna 310N kiểu 1968

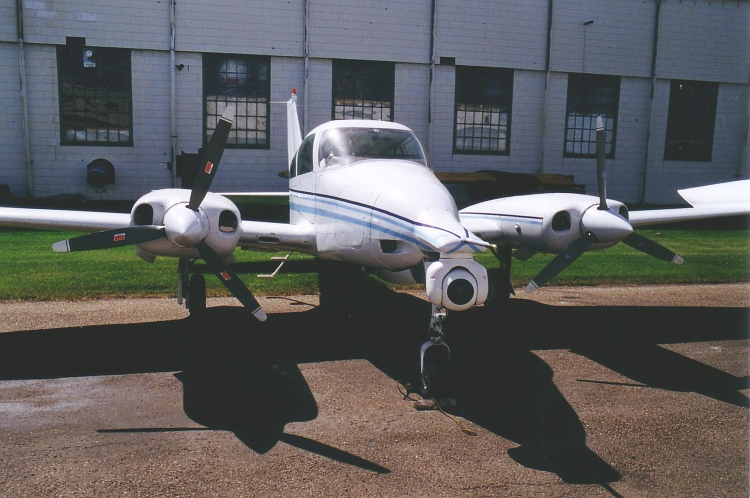
Cessna T310P

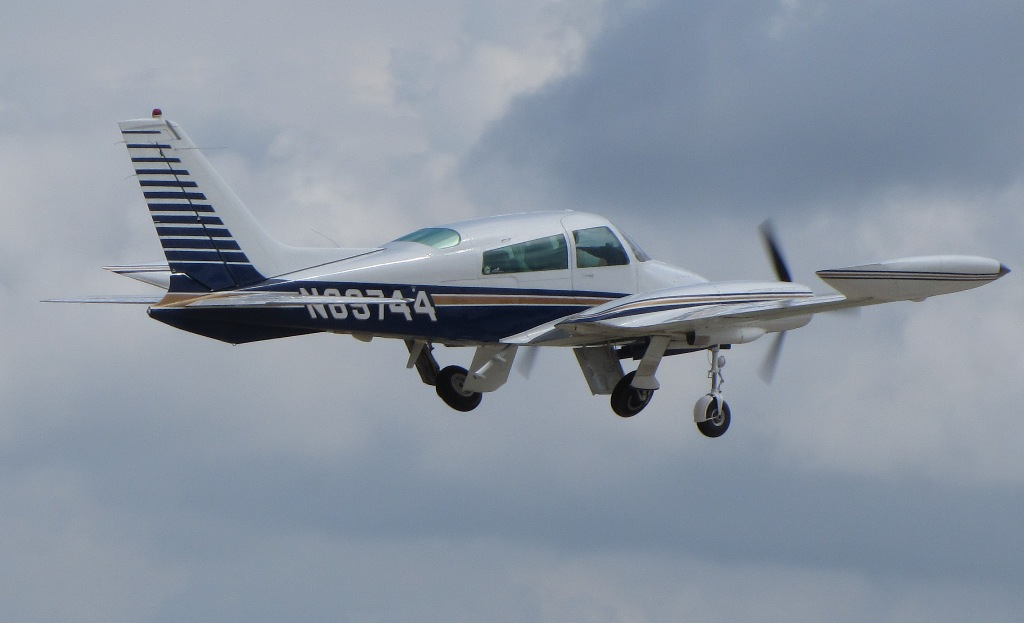
Cessna 310Q

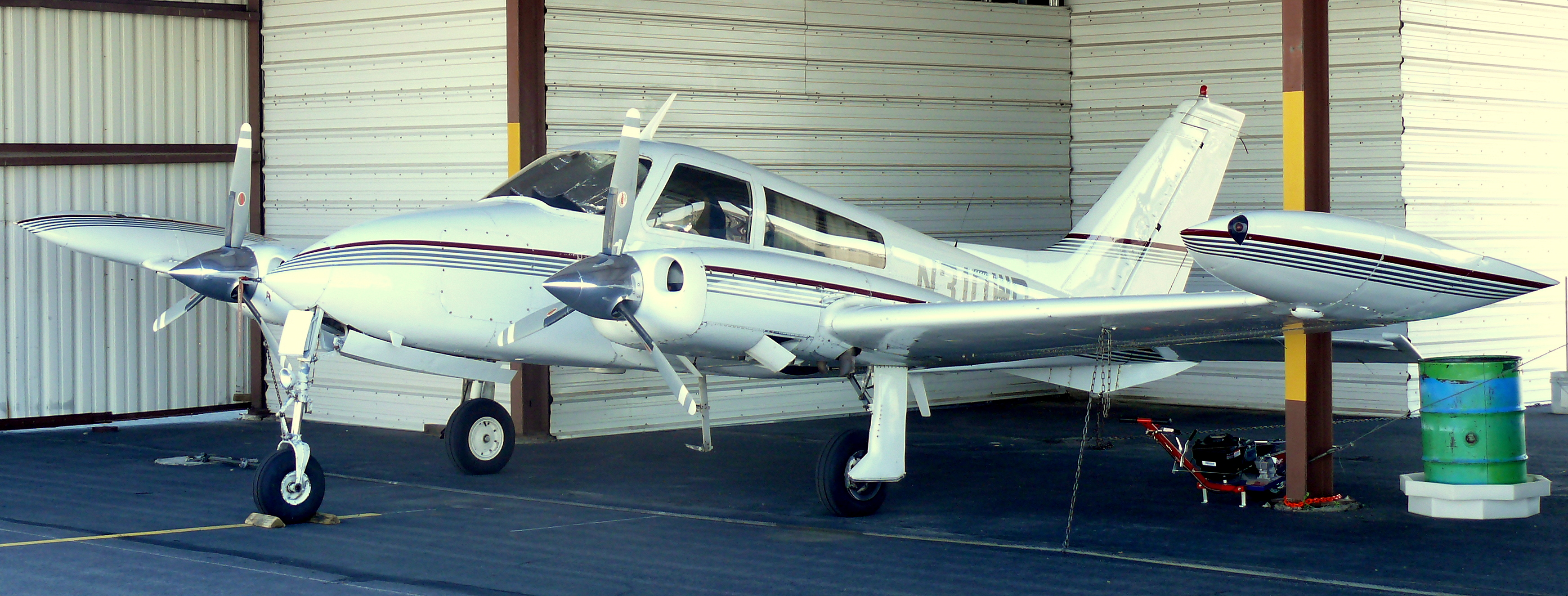
Cessna 310Q kiểu 1969 tại sân bay Centennial

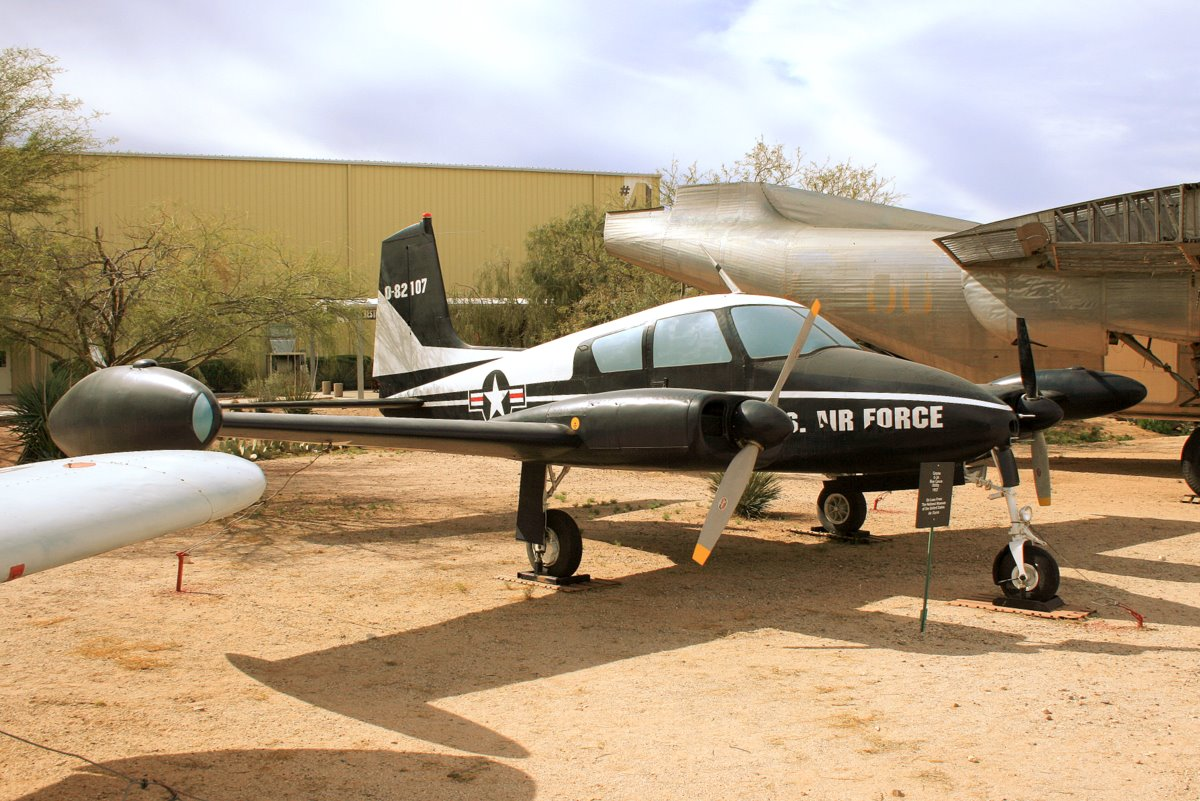
U-3A của USAF trưng bày tại bảo tàng không gian và hàng không Pima ở Tucson, Arizona

310
310A
310B
310C
310D
310E
310F
310G
310H
310I
310J
310K
310L
310M
310N
310P
310Q
310R
310S
320 Skyknight
320A Skyknight
320B Skyknight
320C Skyknight
320D Executive Skyknight
320E Executive Skyknight
320F Executive Skyknight
L-27A
L-27B
U-3A
U-3B
Riley 65
Riley Super 310
Riley Rocket

## Quốc gia sử dụng

### Quân sự
Argentina
- Cessna 310 và 320[5]

 Bolivia
 Cộng hoà Congo
 Pháp
- Không quân Pháp - 12[5][6]

 Haiti
- Lực lượng vũ trang Haiti[5]

 Indonesia
- Không quân Indonesia[5][7]
- Không quân Lục quân Indonesia[7]

 Iran
 Madagascar
- Không quân Malagasy – 1 310R[8]

 México
- Không quân Hải quân Mexico[9]

 Peru
- Không quân Hải quân Peru[10]

 Philippines
- Không quân Philippine[11]

 Ả Rập Xê Út
 Tanzania
- Không quân Tanzania[5][12]

 Hoa Kỳ

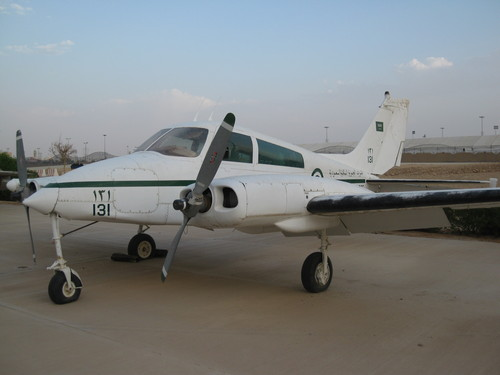
Cessna 310 tại Riyadh

- Không quân Hoa Kỳ 196 L-27A à L-27B (sau định danh là U-3A và B).[13]
- Lục quân Hoa Kỳ 25 từ USAF L-27A (sau là U-3As) và 13 L-27B (sau là U-3B) từ năm 1960.[14]

 Uruguay
- Không quân Uruguay (1 310R)[15]

 Venezuela
- Không quân Hải quân Venezuela[16]

 Zaire
- Không quân Zaire[17]

## Tính năng kỹ chiến thuật (310 kiểu năm 1956)
Dữ liệu lấy từ 1956 Observers Book of Aircraft
Đặc tính tổng quát
- Kíp lái: 1
- Sức chứa: 4 hành khách
- Chiều dài: 27 ft 0 in (8,23 m)
- Sải cánh: 35 ft 0 in (10,67 m)
- Chiều cao: 10 ft 6 in (3,20 m)
- Trọng lượng rỗng: 2.850 lb (1.293 kg)
- Trọng lượng có tải: 4.600 lb (2.087 kg)
- Động cơ: 2 × Continental O-470-B , 240 hp (180 kW)  mỗi chiếc

Hiệu suất bay
- Vận tốc cực đại: 220 mph (354 km/h; 191 kn)
- Vận tốc hành trình: 205 mph (178 kn; 330 km/h)
- Tầm bay: 1.000 mi (869 nmi; 1.609 km)
- Trần bay: 20.000 ft (6.096 m)
- Vận tốc lên cao: 1.700 ft/min (8,6 m/s)